# Synagoge (Kreuzburg)
Koordinaten: 50° 58′ 19,3″ N, 18° 13′ 6,7″ O

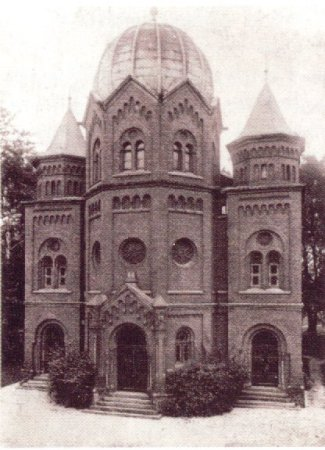
Kreuzburger Synagoge

Die Alte Synagoge Kreuzburg war eine Synagoge in Kreuzburg in Oberschlesien, sie stand am südöstlichen Rand der Altstadt auf dem Eckgrundstück Oppelner Straße / Promenade.

## Geschichte
Der nach Plänen des Kreisbaumeisters Friedrich im maurisch-neoromanischen Stil errichtete Sakralbau wurde im Jahr 1886 fertiggestellt und durch den Rabbiner Ferdinand Rosenthal am 15. September eingeweiht.
Am 10. November 1938 wurde die Synagoge während der Novemberpogrome von SA-Leuten in Brand gesetzt. Die Feuerwehr schützte nur die angrenzenden Häuser an der Oppelner Straße. Wenige Tage nach dem Brand wurde die Ruine abgebrochen, die Mitglieder der jüdischen Gemeinde wurden deportiert. Augenzeuge Ottfried Willhardt sagte dazu: „Im ersten Stock der Synagoge sah ich, wie ein SA-Mann an einem Fenster mit einer Axt hölzerne Gegenstände zerschlug und nach innen in die Flammen warf… Aber die Feuerwehrmänner, auf den Dachfirsten balancierend, bespritzten aus den langen Schläuchen nur die Dächer der angrenzenden Häuser von der Oppelner Straße.“